# La Petite-Marche
La Petite-Marche é uma comuna francesa na região administrativa de Auvérnia-Ródano-Alpes, no departamento Allier. Estende-se por uma área de 15 km². Em 2010 a comuna tinha 178 habitantes (densidade: 11,9 hab./km²).